# Приходько Віктор Кіндратович
Ві́ктор Кіндра́тович Прихо́дько (нар. 31 січня 1886, село Княжпіль Кам'янецького повіту Подільської губернії, нині Кам'янець-Подільського району Хмельницької області — пом. 5 лютого 1982, Нью-Йорк, США) — український громадсько-політичний і державний діяч. Брат Олекси Приходька.

## Життєпис
Навчався в Приворотському духовному училищі Ушицького повіту, Подільській духовній семінарії та правничому факультеті Юр'ївського університету (нині Тарту). Звідти перевівся до Київського університету.
Із 1911 — службовець у Подільському губернському земстві, з 1913 — секретар земського журналу «Экономическая жизнь Подолии». Виконував обов'язки судового слідчого з цивільних справ Кам'янець-Подільського окружного суду.
У травні 1917 р. обраний до Української Центральної Ради від Поділля.
У 1917—1918 рр. очолював відділ народної освіти Подільського губернського земства.
З 25 квітня 1918 р. обіймав посаду голови Подільської губернської народної управи, займався організацією українського шкільництва.
В часи Української Держави продовжив роботу в земстві, яке було переведено до Кам'янця-Подільського. Не сприйняв Гетьманський режим, взяв участь в антигетьманському повстанні.
З грудня 1918 р. завідував Відділом судових справ Директорії УНР у Вінниці.
У березні 1919 р. переобраний головою Подільського губернського земства. Підписав «Меморандум громадських діячів Поділля», в якому йшлося про недоліки внутрішньої політики Директорії УНР. У грудні 1919 р. призначений Подільським губернським комісаром.
Згодом виїхав до Польщі, став депутатом Ради Республіки, скликаної у січні 1921 року в Тарнові, був товаришем (заступником) міністра фінансів УНР, керуючим Міністерства фінансів і керівником одного з його відомств в еміграційному уряді Андрія Лівицького (1922—1923).
Емігрував до Чехословаччини, викладав в Українській господарській академії в Подєбрадах.
У Чехословаччині почав писати спогади «Під сонцем Поділля», присвячені українському рухові на Поділлі в 1895—1907 рр.
В роки Другої світової війни був  у складі Українського Центрального Комітету в Кракові.
У 1945 р. переїхав до Регенсбургу в Західній Німеччині.
У 1949 р. емігрував до США. Протягом 10 р. очолював Український конгресовий комітет Америки.
Помер 5 лютого 1982 р. у Нью-Йорку.

## Книги
- Під сонцем Поділля: Спогади. — Частина перша. — Видання четверте. — Нью-Йорк — Мюнхен: Видавництво «Криниця», 1967. — 184 с.
- Під сонцем Поділля: Спогади. — Частина друга / Упорядники й автори передмови Ю. Легун і О. Кравчук. — Вінниця: ТОВ «Консоль», 2011. — 416 с.
- З історії повстання українського університету в Кам'янці на Поділлі / Упорядник та автор передмови В. Р. Адамський. — Хмельницький, 2012. — 104 с.

## Статті
- Приходько Віктор. Від слів до діла // Свобода. — 1966. — Число 140. — 2 серпня. — С. 2.